# Hubert Selby Jr: It/ll Be Better Tomorrow
Hubert Selby Jr: It/ll Be Better Tomorrow è un film documentario del 2005 diretto da Michael W. Dean e Kenneth Shiffrin.
Il film, narrato da Robert Downey Jr., ripercorre la vita dello scrittore Hubert Selby Il titolo del documentario It/ll Be Better Tomorrow è preso dalla pagina 103 del romanzo di Selby The Demon. La barra è inclusa nella tipografia di Selby. Nel film, l'autore spiega che sulla sua macchina da scrivere, per apostrofare deve digitare un "maiuscolo 8" ed era più semplice usare una barra.
Il documentario include interviste inedite con Selby, conosciuto col soprannome Cubby, e interventi di Lou Reed, Ellen Burstyn, Jared Leto, James Remar, Darren Aronofsky, Uli Edel, Gilbert Sorrentino, Nick Tosches, Jerry Stahl, Richard Price, Amiri Baraka, James Ragan, Michael Silverblatt, Jem Cohen, Kenneth Shiffrin, Susan Anton.